# Breiten (Kempten)

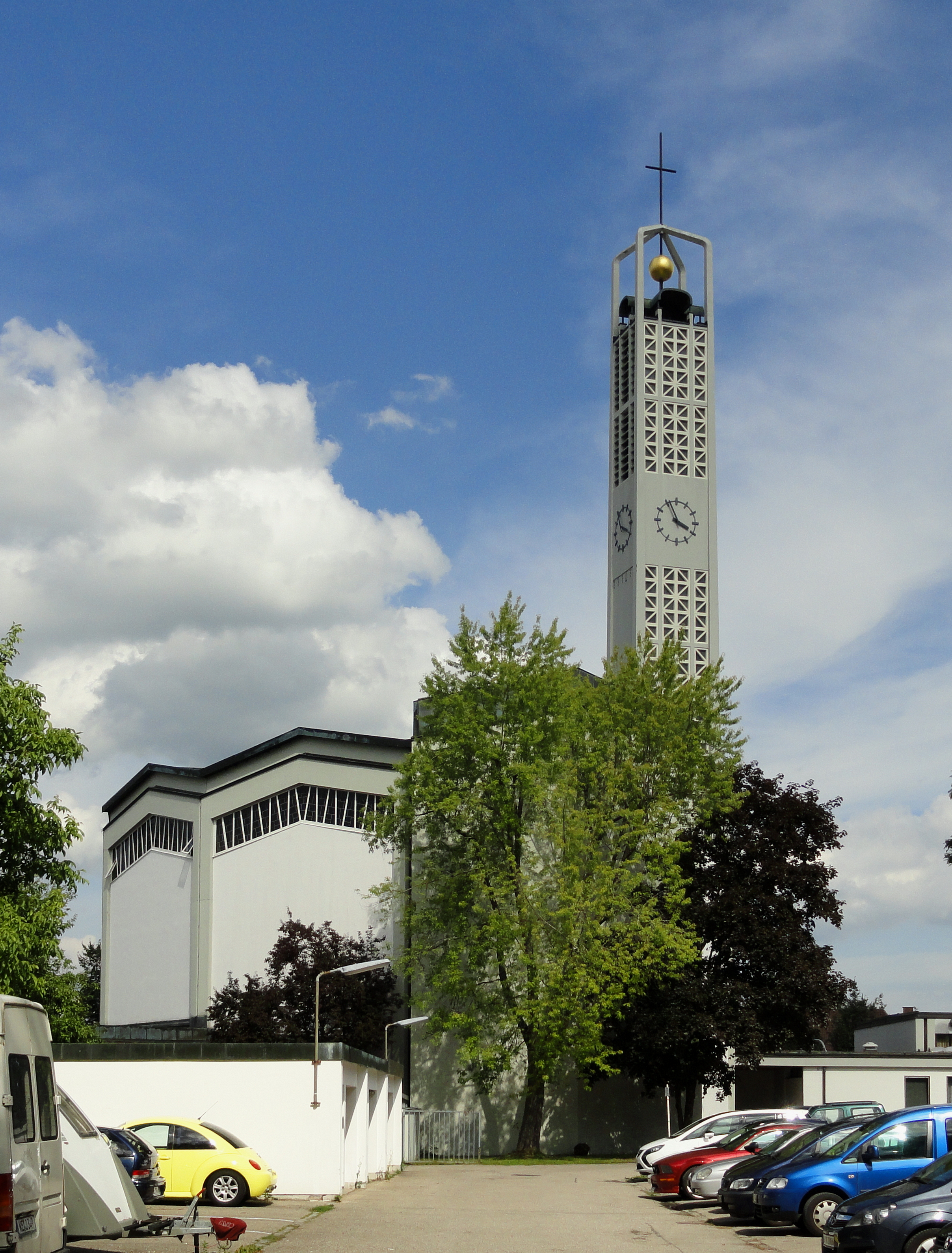
Pfarrkirche St. Michael

Breiten (auch Breite oder Auf der Breite) ist ein Stadtteil der kreisfreien Stadt Kempten (Allgäu). Dieser Ortsteil liegt im Norden der Stadt und grenzt an den Stadtteil Lotterberg. Der Name des Stadtteils geht womöglich auf ein breites Ackerstück zurück.
Noch 1818 fehlte ein Breiten oder Breite im Ortsverzeichnis, dennoch ist auf Landtafeln ein Unterbreiten in gleicher Lage zu finden. 1925 lebten in dem Dorf 21 Menschen. Am 1. Oktober 1934 wurde Breiten aus dem Ort Sankt Lorenz ausgemeindet und zusammen mit weiteren Ortschaften der Stadt Kempten angeschlossen.
Auf der Breite steht die 1966 geweihte Pfarrkirche St. Michael.